# Pherbellia chiloensis
Pherbellia chiloensis är en tvåvingeart som först beskrevs av Malloch 1933.  Pherbellia chiloensis ingår i släktet Pherbellia och familjen kärrflugor. Inga underarter finns listade i Catalogue of Life.